# District de Frounzé
Le district de Frounzé est l'un des 18 raïons administratifs de Saint-Pétersbourg.